# American Idol (сезон 5)
Пятый сезон музыкального телешоу American Idol проходил с 17 января по 24 мая 2006 года. Судьями сезона были Саймон Ковелл, Пола Абдул и Рэнди Джексон, участвовавшие во всех предыдущих сезонах. Ведущий — Райан Сикрест. Победителем пятого сезона стал Тэйлор Хикс, финалисткой — Кэтрин Макфи. Сезон стал самым успешным за историю шоу и по телевизионным рейтингам, и по последующим успехам участников: 17 из 24, включая 9 топ-финалистов, записали свои альбомы.

## Финалисты
1. Тэйлор Хикс
2. Кэтрин Макфи
3. Эллиот Ямин
4. Крис Дотри
5. Пэрис Беннетт
6. Келли Пиклер
7. Эйс Юнг
8. Баки Ковингтон
9. Мандиса
10. Лиза Такер
11. Кевин Ковэйс
12. Мелисса МакГи